# Artibeus glaucus
Artibeus glaucus är en däggdjursart som beskrevs av Thomas 1893. Artibeus glaucus ingår i släktet Artibeus, och familjen bladnäsor. IUCN kategoriserar arten globalt som livskraftig. Inga underarter finns listade i Catalogue of Life.
Denna fladdermus förekommer i Sydamerika vid Andernas östra sluttningar. Utbredningsområdet sträcker sig från Venezuela och regionen Guyana till Bolivia. Arten finns även på karibiska öar. Habitatet utgörs av olika slags skogar och odlade regioner med träd. Individerna vilar i ett slags tält som skapas av stora blad. De äter frukter och insekter. Honor kan vara brunstiga under olika årstider.
Ett exemplar var 50 mm lång, saknade svans, hade 38 mm långa underarmar och en vikt av 10,5 g. Bakfötterna var 11 mm långa och öronen var 17,4 mm stora. Pälsens färg varierar mellan ljus- och mörkbrun. Arten har två lodräta vita strimmor i ansiktet som kan vara otydliga. Jämförd med Dermanura bogotensis har arten mer hår på svansflyghuden. I motsats till Artibeus anderseni och Artibeus gnomus har Artibeus glaucus en tredje molar på varje sida i underkäken.